# Книга пророка Иоиля
Книга пророка Иоиля — книга, входящая в состав еврейской Библии (Танаха) и Ветхого Завета. В еврейской Библии помещается в разделе Невиим (Пророки). Вторая книга из «Двенадцати малых пророков». Написана пророком Иоилем.
В Синодальном переводе и Септуагинте состоит из трёх глав, в еврейской Библии — из четырёх, так как вторая и третья главы в еврейской Библии составляют вторую главу в Синодальном переводе и Септуагинте (текст Иоил. 2:28-32 — выделен в отдельную третью главу в еврейской Библии).

## Автор и время написания
О личности пророка и времени его жизни ничего не известно (1:1). Имя Иоиль означает «Господь есть Бог» (по смыслу тождественно с именем Илия). Нам также известно, что он был сыном Вафуила. Близкое знакомство Иоиля с Иерусалимом, его Храмом и особенностями храмового служения указывает на то, что, возможно, пророк писал свою книгу в Иерусалиме или в Иудее Иоил. 1:1, 9, 13, 14; 2:1, 15, 16, 32). Также можно предположить, что он был священником или храмовым пророком.
Из-за крайней скупости описания современных ему событий в книге невозможна даже приблизительная датировка её написания. Однако на основе перечня врагов Иудеи и некоторых стилистических особенностей было создано несколько гипотез относительно времени создания книги:
- IX век до н. э., во время малолетства иудейского царя Иоаса. В этом случае книга Иоиля – самая ранняя пророческая книга Библии;
- VIII век до н. э., во времена Осии и Амоса;
- 639 – 608 гг. до н. э., во время правления царя Иосии;
- около 500 г. до н. э., после возвращения из вавилонского пленения во времена пророка Захарии;
- около 400 г. до н. э.,  в этом случае Иоиль последний из пророков Ветхого Завета.

## Основные темы
Книгу Иоиля можно рассматривать как краткое изложение основных тем затрагиваемых библейскими пророками: мрачное предсказание бедствий, надвигающегося дня Господня; призыв к сохранению веры и к покаянию, к выходу из состояния нравственного сна; радостное предвосхищение спасения Господом Его народа. Она проникнута ожиданием пришествия Бога и Его суда. Иоиль — пророк покаяния, призывающий к посту и молитве. Христиане почитают Иоиля, в том числе и как пророка Пятидесятницы.

## Содержание
По всей вероятности, поводом к выступлению пророка послужило страшное бедствие, постигшее Иудею: саранча истребила посевы и народ был обречён на голод.
Нашествие саранчи представлено в книге как день Господень – день тьмы и мрака (2:1-2), как  опустошение от Всемогущего придет он (1:15). Саранча уподобляется воинам вражеской армии разоряющих землю (1:6, 2:2-11).
За описанием бедствия следует призыв к покаянию и обращению к Господу, в отличие от многих пророков Иоиль в покаяние выделяет не только внутреннюю его сторону, но и внешнюю, культовую (2:12-17). Вслед за призывом покаяния следует резкая смена темы и пророк предсказывает возрождение и благоденствие (2:18-26).
Предсказание дня Господня, спасения и суда Божьего, в книге Иоиля особенно ярко представлено, что день Господень это и радость и горе. Первое пророчество, связанное с ним, – это пророчество о нисхождение Духа Божьего на Его народ. (2:28-29) Если прежде Дух Божий сходил только на избранных (пророков, назореев, царей), то в день Господень весь народ Божий будет наделён этим даром. Потом следует мрачная картина знамений того дня (2:30-31), но и обещание спасения для всех, призывающих Имя Божье.
Третья глава описывает великий суд в «долине Иосафата». Это название буквально означает «ГОСПОДЬ судит» и символизирует собой место, где Господь будет судить народы. В стихе 14 она названа «долиной суда», из стиха 16 можно заключить, что она находится в окрестностях Иерусалима, но нет достаточно веских данных, чтобы отождествлять эту местность с нынешней «долиной Иосафата» (долиной Кедрона, на юго-восток от Храма). Такое название этой долины встречается впервые лишь в V веке н. э.
В данном пророчестве сочетаются грозные обещания наказания для противников народа Божьего и обещания благоденствия для избранных Им.

## Книга Иоиля и христианство
Текст книги пророка Иоиля достаточно часто упоминается в Новом Завете. Особенное значение имеют строки, относящиеся к последним дням. 
Так его описание предзнаменований пришествия дня Господня цитируется Иисусом Христом, когда он говорит о пришествии Сына Человеческого (Мф. 24:29, Мк. 13:24-25, Лк 21:25).
Слова о нисхождении Духа Божьего цитирует Петр, первый раз проповедуя в день Пятидесятницы (Деян. 2:17-21). 
Павел в Послании к римлянам, толкуя стих 2:32, делает ударение на слове «всякий», то есть так, что к народу Божьему принадлежит всякий, кто призывает имя Божье и кого призвал Господь (Рим. 10:12—13). 
Книга Иоиля находит множество параллелей в Откровении Иоанна Богослова.